# おおうち
株式会社おおうちは、広島県広島市にスーパーマーケットの「スーパーおおうち」を展開していた企業。2006年に福岡県の石原商事の完全子会社となった。子会社となった後は石原商事広島支社となったが、2008年に石原商事が経営破綻し、広島支社管理の店舗はユアーズへ譲渡された。

## 概要
1952年8月に創業し、1962年4月に株式会社おおうちを設立。広島市内でスーパーマーケットの「スーパーおおうち」を展開した。CGCグループに加盟していた。
2006年8月、福岡県北九州市小倉南区に本社を置く株式会社石原商事へ合併され、石原商事広島支社になった。それに伴い、店名を「スーパーおおうち」から「アパンダ」に改称した。
しかし同年12月に石原商事は会社更生法適用を申請し倒産。翌2007年1月に適用が決定し、旧おおうちの店舗については海田町に本社を置き、アパンダのライバル企業である丸和の再生支援も行っているユアーズに運営が引き継がれることになった。
ユアーズ傘下となったアパンダは7店舗で2007年11月11日に江波店と向洋店を閉店。他の5店舗は更生計画認可により、2008年4月29日 21:00をもってアパンダとしては閉店、翌5月1日ユアーズ運営の「ユアーズ」となった。

## 店舗
屋号は全て「スーパーおおうち」。合併時点で運営していた店舗。
- 十日市店（広島市中区十日市町） - 24時間営業。おおうちの旧本店。石原商事運営で「アパンダ」、ユアーズ運営で「ユアーズ」となった。
- 舟入店（広島市中区舟入） - 石原商事運営で「アパンダ」、ユアーズ運営で「ユアーズ」となった後、2010年6月30日に閉店。
- 江波店（広島市中区江波） - 石原商事運営で「アパンダ」となった後、2007年11月11日に閉店。
- 本浦店（広島市南区東本浦町） -  石原商事で「アパンダ」、ユアーズ運営で「ユアーズ」となった。
- 青崎店（広島市南区東青崎町） -  石原商事で「アパンダ」、ユアーズ運営で「ユアーズ」となった後、2016年5月31日に閉店。
- 向洋店（広島市南区向洋大原町） - おおうちの本店。石原商事運営で「アパンダ」となった後、2007年11月11日に閉店。
- 三篠店（広島市西区三篠北町） - 石原商事で「アパンダ」、ユアーズ運営で「ユアーズ」となった後、2016年5月31日に閉店。

合併前に閉店した店舗
- 吉島店（広島市中区吉島西） - 閉店後はダイソー吉島店になっている。
- 観音店（広島市西区南観音） - 閉店後は古本市場観音店→セカンドストリート広島南観音店が入居。
- 中筋店（広島市安佐南区中筋） - 閉店後はローソン広島中筋二丁目店になっている。